# فنادق رينسانس
فنادق رينيسانس هي علامة تجارية فندقية فاخرة تابعة لشركة ماريوت الدولية. تأسست عام 1981 تحت اسم رمادا رينيسانس، وهي علامة تجارية راقية من فنادق رامادا إنز. في عام 1989، أعيد إطلاق العلامة التجارية باسم فنادق رينيسانس. تم شراؤها من قبل ماريوت في عام 1997. اعتبارًا من 30 يونيو 2020، أصبح لديها 176 فندقًا بها 55501 غرفة، بالإضافة إلى 29 فندقًا بها 7613 غرفة في طور الإعداد.